# جام باشگاه‌های تهران ۱۳۳۰
جام باشگاه‌های تهران ۱۳۳۰ دوره‌ای از مسابقات جام باشگاه‌های تهران بود که در نیمه دوم سال ۱۳۳۰ انجام شد و با قهرمانی تیم شاهین به پایان رسید.

## نحوه برگزاری بازی‌ها
بازیها در دو گروه انجام شد و تیم تاج با تیم‌های دماوند، نادر، شرق و دارایی همگروه بود و در پایان مرحله مقدماتی تیم اول همین گروه نیز شد و به همراه شرق به مرحله نیمه‌نهایی راه یافت. از دیگر گروه این بازیها دو تیم شاهین و تهران‌جوان به دور دوم صعود کردند.

## مرحله نهایی
در دو بازی مرحله نیمه‌نهایی تیم شاهین از سد تیم شرق گذشت و تیم تاج نیز تیم تهران‌جوان را شکست داد تا دو تیم شاهین و تاج در فینال به مصاف هم بروند.
در بازی فینال تیم شاهین با نتیجه ۲ بر ۱ پیروز شد و عنوان قهرمانی را کسب نمود